# Under 17 Gulf Cup of Nations 2010
Under 17 Gulf Cup 2010 fandt sted i Kuwait fra den 21. september 2010 til den september 30, 2010. Under 17 Gulf Cup of Nations fandt sted for 6 gang, hvor 6 lande deltog.
UAE blev den forsvarende mester og vandt konkurrencen for tredje gang.

## Grupper
| Gruppe A                                         | Gruppe B                        |
| ------------------------------------------------ | ------------------------------- |
| Saudi-Arabien Forenede Arabiske Emirater Bahrain | Oman Qatar Kuwait (værtsnation) |

## Gruppespil

### Gruppe A
| Hold                       | Pld | W | D | L | GF | GA | GD | Pts |
| -------------------------- | --- | - | - | - | -- | -- | -- | --- |
| Saudi-Arabien              | 2   | 1 | 1 | 0 | 2  | 1  | +1 | 4   |
| Forenede Arabiske Emirater | 2   | 1 | 0 | 1 | 4  | 2  | +2 | 3   |
| Bahrain                    | 2   | 0 | 1 | 1 | 0  | 3  | −3 | 1   |

Alle tider er lokale (UTC+3)